# Zmarli w czerwcu 2015

## Czerwiec 2015
- 30 czerwca
  - Edward Burnham – angielski aktor[1]
  - Eddy Louiss – francuski muzyk jazzowy[2]
- 29 czerwca
  - Jan Braun – polski sumerolog[3]
  - Ladislav Chudík – słowacki aktor[4]
  - Josef Masopust – czechosłowacki piłkarz i trener piłkarski[5]
  - Charles Pasqua – francuski polityk, senator, minister, eurodeputowany[6]
  - Bruce Rowland – angielski perkusista rockowy[7]
- 28 czerwca
  - Jack Carter – amerykański aktor[8]
  - Jope Seniloli – fidżyjski polityk[9]
- 27 czerwca
  - Wiesław Cieśla – polski działacz harcerski, uczestnik powstania warszawskiego[10]
  - Zenon Hendrich – polski bakteriolog, analityk kliniczny i epidemiolog, płk doc. dr hab. n. med.[11]
  - Stefan Mareczko – polski funkcjonariusz aparatu bezpieczeństwa PRL i Milicji Obywatelskiej w stopniu pułkownika, uczestnik II wojny światowej[12]
  - Chris Squire – brytyjski basista rockowy[13]
- 26 czerwca
  - Larry Carberry – angielski piłkarz[14]
  - Matti Makkonen – fiński inżynier, twórca SMS-ów[15]
  - Jewgienij Primakow – rosyjski polityk, minister spraw zagranicznych (1996–1998), premier (1998–1999)[16][17]
  - Denis Thwaites – angielski piłkarz[18]
- 25 czerwca
  - Nerses Bedros XIX – patriarcha Kościoła katolickiego obrządku ormiańskiego[19]
  - Janusz Fastyn – polski dziennikarz[20]
  - Patrick Macnee – angielski aktor[21]
  - Henryk Marian Rek – polski trener kajakarski[22]
  - Barbara Wojtowicz-Natanson – polska fizyk, żona Ludwika Natansona[23]
- 24 czerwca
  - Cristiano Araújo – brazylijski piosenkarz[24]
  - Walter Browne – amerykański szachista[25]
  - Witold Kondracki – polski matematyk[26]
- 23 czerwca
  - Marujita Díaz – hiszpańska aktorka i piosenkarka[27]
  - Nirmala Joshi – indyjska misjonarka[28]
  - Thé Lau – holenderski muzyk i pisarz[29]
  - Helmuth Lohner – austriacki aktor i reżyser[30]
  - Elizabeth MacLennan – szkocka aktorka[31]
  - Herbert Neder – niemiecki polityk[32]
  - Magali Noël – francuska aktorka i piosenkarka[33]
  - Dick Van Patten – amerykański aktor[34]
  - René Śliwowski – polski historyk literatury rosyjskiej, tłumacz i krytyk[35]
  - Elżbieta Turnau – polska paleobotanik, prof. dr hab.[36]
  - Chris Woodhead – brytyjski pedagog[37]
- 22 czerwca
  - Laura Antonelli – włoska aktorka[38]
  - Albert Evans – amerykański tancerz baletowy[39]
  - James Horner – amerykański kompozytor muzyki filmowej[40]
  - Marek Kornas – polski samorządowiec, burmistrz Czerwionki-Leszczyn (1994–2006)[41]
  - Lubow Kozyriewa – rosyjska biegaczka narciarska[42]
  - Jerzy Litwinow – polski filolog, dr hab. nauk filologicznych, profesor nadzwyczajny UAM[43]
  - Luís Carlos Nunes da Silva – brazylijski piłkarz i trener piłkarski[44]
- 21 czerwca
  - Bolesław Bartoszek – polski działacz państwowy, podsekretarz stanu w Ministerstwie Górnictwa i Energetyki PRL[45]
  - Leszek Grodecki – polski siatkarz, reprezentant Polski[46]
  - Sławomir Maślanka – polski pirotechnik filmowy i specjalista od efektów specjalnych[47]
  - Zbigniew Matuszewski – polski fotoreporter[48]
  - Gunther Schuller – amerykański kompozytor, dyrygent, pedagog, muzyk jazzowy[49]
  - Eugeniusz Stanek – polski działacz samorządowy[50]
  - Stanisław Szczepaniak – polski biathlonista, trzykrotny medalista mistrzostw świata[51]
- 20 czerwca
  - Esther Brand – południowoafrykańska lekkoatletka, skoczkini wzwyż[52]
  - Karol Loth – polski muzealnik, kierownik Muzeum Walki i Męczeństwa w Palmirach[53]
  - Henryk Rutkowski – polski tancerz, choreograf i pedagog baletowy[54]
  - Marian Walczak – polski specjalista w zakresie filologii polskiej, historii, bibliotekarstwa i bibliologii, profesor zwyczajny UAM[55]
  - Zbigniew Wojtczak – polski chemik, profesor chemii fizycznej i fizykochemii polimerów i związków wielkocząsteczkowych[56]
- 19 czerwca
  - Harold Battiste – amerykański muzyk jazzowy[57]
  - Krystian Burda – polski artysta plastyk[58]
  - Ferdynand Motas – polski samorządowiec[59]
  - Witold Roter – polski matematyk, prof. zw. dr hab.[60]
  - Tomasz Konstanty Skrzyński – polski weteran II wojny światowej, podpułkownik w stanie spoczynku, kawaler orderów, Honorowy Obywatel Miasta Ankona[61]
  - Ryszard Szuster – polski funkcjonariusz służby bezpieczeństwa, generał brygady Milicji Obywatelskiej[62]
- 18 czerwca
  - Gendos – tuwiński szaman i muzyk[63]
  - Irma Stypułkowska – polska działaczka społeczna i polonijna działająca w Wielkiej Brytanii, żona Andrzeja Stypułkowskiego[64]
  - Bogna Żakowska-Wachelko – polska lekarka, dr nauk medycznych, pionier polskiej geriatrii, założycielka pierwszego w Polsce Szpitalnego Oddziału Geriatrycznego[65]
- 17 czerwca
  - Ron Clarke – australijski lekkoatleta, długodystansowiec, medalista olimpijski[66]
  - John David Crow – amerykański futbolista[67]
  - Süleyman Demirel – turecki inżynier, polityk, premier i prezydent kraju[68]
  - Zofia Krystyna Romanowska – polska działaczka konspiracji niepodległościowej, uczestniczka powstania warszawskiego, dama orderów[69]
  - Jeralean Talley – amerykańska superstulatka, najstarsza osoba na świecie[70]
- 16 czerwca
  - Lucjan Biliński – polski bibliotekarz i publicysta, redaktor naczelny Vademecum Bibliotekarza[71]
  - Józef  Synowiecki – polski technolog żywności i żywienia, prof. dr hab.[72]
- 15 czerwca
  - Żanna Friske – rosyjska aktorka i piosenkarka[73]
  - Kirk Kerkorian – amerykański przedsiębiorca związany z przemysłem filmowym oraz motoryzacyjnym, multimiliarder[74]
  - Teresa Krynicka-Tarnacka – polski pedagog, autorka podręczników szkolnych[75]
  - Miljan Radović – jugosłowiański polityk, przewodniczący Komitetu Centralnego Związku Komunistów Czarnogóry (1986–1989)[76]
  - Rosalind Rowe – angielska tenisistka stołowa[77]
  - Blaze Starr – amerykańska aktorka burleskowa[78]
  - Stanisław  Zaręba – polski farmaceuta, prof. dr hab. n. farm.[79]
- 14 czerwca
  - Henryk Jaroszek – polski dyplomata i działacz państwowy okresu PRL[80]
  - Hilary Masters(inne języki) – amerykański pisarz[81]
  - Walter Weller – austriacki dyrygent i skrzypek[82]
  - Zito – brazylijski piłkarz[83]
- 13 czerwca
  - José Federico de Carvajal – hiszpański polityk i prawnik, przewodniczący Senatu (1982–1989)[84]
  - Brian Cox – australijski rugbysta i działacz sportowy[85]
  - Jerzy Krasuń – polski aktor teatralny[86]
  - Ryszard Marchlik – polski kajakarz, olimpijczyk (1960, 1964, 1968)[87]
  - Maria Rakowska – polski zootechnik, prof. zw. dr hab.[88]
  - George Winslow – amerykański aktor dziecięcy[89]
- 12 czerwca
  - Rick Ducommun – kanadyjski aktor[90]
  - Monica Lewis – amerykańska wokalistka jazzowa, aktorka[91]
  - Ewelina Pęksowa – polska malarka tworząca na szkle[92]
  - Bronisław Rak – polski zootechnik, prof. dr hab. inż.[93]
  - Horst Seebass – niemiecki teolog protestancki[94]
  - Ernest Tomlinson – angielski kompozytor[95]
- 11 czerwca
  - Jim Ed Brown – amerykański piosenkarz country[96]
  - Ornette Coleman – amerykański muzyk jazzowy[97]
  - Hugo Höllenreiner – niemiecki więzień nazistowskich obozów koncentracyjnych pochodzenia sinti, świadek historii zagłady sinti w czasie II wojny światowej[98]
  - Jan F. Lewandowski – polski historyk, filmoznawca, dziennikarz i publicysta[99]
  - Ron Moody – brytyjski aktor[100]
  - David Premack – amerykański psycholog[101]
  - Dusty Rhodes – amerykański wrestler, booker i trener, członek WWE Hall of Fame[102]
  - Zdzisław Sarewicz – polski generał brygady, funkcjonariusz Służby Bezpieczeństwa i Urzędu Ochrony Państwa[103]
- 10 czerwca
  - Robert Chartoff – amerykański producent filmowy[104]
  - Johnny Fullam – irlandzki piłkarz[105]
  - Michael Gallagher – brytyjski polityk i działacz związkowy, eurodeputowany I kadencji (1979–1984)[106]
  - Stanisława Małecka-Dymnicka – polska lekarka, prof. dr hab. n. med.[107]
  - Michał Rożek – polski historyk sztuki[108]
- 9 czerwca
  - Igor Kostin – ukraiński fotograf i dziennikarz[109]
  - James Last – niemiecki kompozytor, aranżer i dyrygent orkiestry big bandowej[110]
  - Fred Anton Maier – norweski łyżwiarz szybki[111]
  - Ryszard Podlipniak – polski adwokat, działacz samorządu adwokackiego[112]
  - Eugeniusz Szyja – polski działacz partyjny i samorządowy, przewodniczący Miejskiej Rady Narodowej w Tychach i prezydent Tychów (1969–1979)[113]
- 8 czerwca
  - Józef Cichy – polski żołnierz, uczestnik II wojny światowej, podporucznik WP w stanie spoczynku[114]
  - Jean Gruault – francuski scenarzysta i aktor[115]
  - Otakar Hořínek – czechosłowacki strzelec sportowy, medalista olimpijski[116]
  - Jan Sokołowski – polski marynarz, kapitan żeglugi wielkiej rybołówstwa, kierownik Oddziału Narodowego Muzeum Morskiego-Dar Pomorza[117]
- 7 czerwca
  - Christopher Lee – brytyjski aktor[118]
  - Henryk Młynarczyk – polski lekkoatleta[119]
  - Radosław Ostrowicz – polski dziennikarz[120]
  - Wasilij Żupikow – rosyjski piłkarz i trener[121]
- 6 czerwca
  - Pierre Brice – francuski aktor[122]
  - Ronnie Gilbert – amerykańska piosenkarka folkowa[123]
  - Colin Jackson – szkocki piłkarz[124]
  - Bożenna Łukasiak-Bachurzewska – polski dermatolog, prof. dr hab. n. med.[125]
  - Siergiej Szarikow – rosyjski szermierz[126]
  - Ludvík Vaculík – czeski pisarz, dysydent i publicysta[127]
- 5 czerwca
  - Tarik Aziz – iracki polityk, dyplomata, wicepremier[128]
  - Mikołaj Bieniecki – polski oficer, uczestnik II wojny światowej w szeregach 1 Armii Wojska Polskiego, kawaler orderów[129]
  - Zbyszko Chojnicki – polski geograf, specjalista geografii społeczno-ekonomicznej i metodologii geografii[130]
  - Jerry Collins – nowozelandzki rugbysta[131]
  - Jill Hyem – brytyjska scenarzystka i aktorka[132]
  - Richard Johnson – angielski aktor[133]
  - Colette Marchand – francuska aktorka oraz tancerka baletowa[134]
  - Irving Mondschein – amerykański lekkoatleta, dziesięcioboista i skoczek wzwyż[135]
  - Andrzej Nieuważny – polski historyk[136]
  - Andrzej Umiński – polski polityk i przedsiębiorca, poseł na Sejm III i IV kadencji[137]
  - Roger Vergé – francuski szef kuchni, restaurator[138]
- 4 czerwca
  - Bengt Berndtsson – szwedzki piłkarz[139]
  - Alejo Felipe – hiszpański aktor[140]
  - Bolesław Idziak – polski aktor[141]
  - Łeonid Pluszcz – ukraiński matematyk, dysydent z czasów ZSRR[142]
  - Jacek Szymczak – polski reżyser, operator filmowy, fotograf, producent[143]
  - Kurt Weber – polski operator filmowy[144]
  - Hermann Zapf – niemiecki projektant czcionek, nauczyciel typografii, kaligraf, introligator i autor[145]
- 3 czerwca
  - Bevo Francis – amerykański koszykarz[146]
  - Leszek Hensler – polski hokeista na trawie, olimpijczyk (1980)[147]
  - Romuald Poleszczuk – polski dyplomata, ambasador PRL w Danii, Norwegii i Islandii[148]
  - Imre Rapp – węgierski piłkarz[149]
  - Mieczysław Seweryniak – polski chemik, prof. dr. hab. inż.[150]
  - Mikołaj (Szkrumko) – rosyjski duchowny prawosławny, biskup[151]
  - Zbigniew Ziomecki – polski rysownik-satyryk[152]
- 2 czerwca
  - Fernando de Araujo – wschodniotimorski polityk, prezydent Timoru Wschodniego w 2008[153]
  - Lech Bolt – polski działacz turystyczny[154]
  - Franciszek Kaczmarek – polski naukowiec, fizyk, rektor Uniwersytetu im. Adama Mickiewicza w Poznaniu w latach 1984–1985[155]
  - Alberto De Martino – włoski reżyser i scenarzysta[156]
  - Irwin Rose – amerykański chemik, laureat Nagrody Nobla z 2004[157]
  - Eugenia Szczyglińska – polska esperantystka, psycholog, uczestniczka powstania warszawskiego[158]
  - Jacek Wiśniewski – polski piłkarz[159]
- 1 czerwca
  - Zefiryn Adamski – polski profesor, technolog drewna zajmujący się w szczególności chemiczną technologią drewna i technologią celulozy i papieru[160]
  - Charles Peter Kennedy – brytyjski polityk[161]
  - Nicholas Liverpool – dominicki polityk, prezydent Dominiki w latach 2003-2012[162]
  - Andrzej Łępkowski – polski lekarz, prof. dr hab. n. med., były więzień Auschwitz-Birkenau[163]
  - Prem Nath – indyjski wrestler[164]
  - Jacques Parizeau – kanadyjski polityk i ekonomista[165]
  - Manfred Pesditschek – niemiecki polityk, członek SPD[166]
  - Jean Ritchie – amerykańska piosenkarka folkowa[167]
  - Tommy Rogers – amerykański wrestler[168]
  - Richard Eddy Watson – amerykański gitarzysta folkowy[169]
  - Phili J. Viehoff – holenderska polityk, deputowana krajowa i europejska[170]
  - Tadeusz Zawistowski – polski biskup rzymskokatolicki[171]